# HC Mierlo
HC Mierlo is een Nederlandse hockeyclub uit de Noord-Brabantse plaats Mierlo.
De club werd opgericht op 31 december 1981 en speelt op Sportpark ‘t Oudven aan de Oudvensestraat. Het eerste herenteam komt in het seizoen 2024/2025 uit in de vierde klasse en het eerste damesteam komt in het seizoen 2024/2025 uit in de derde klasse de KNHB.
Sinds het seizoen 2023/2024 heeft HC Mierlo de beschikking over 2 nieuwe watervrije velden. Hiernaast is er één semi-waterveld en een 400 meter hardloopbaan op het sportpark aanwezig.
De teams spelen hun wedstrijden in een tenue dat bestaat uit lichtblauwe sokken, donkerblauw broekje of rokje en een lichtblauw shirt. De fabrikant van deze shirts is Osaka waarbij er verschillende sponsoren op de shirts bedrukt zijn.
Het eerste herenteam wordt in 2024 getraind en gecoacht door Peter van Boxtel een ervaren coach die al bij verschillende teams actief was als trainer-coach, dit waren zowel heren- als damesteams in de derde, tweede en eerste klasse. 2024/2025 is het tweede seizoen van de heren onder Peter van Boxtel.
Het eerste damesteam wordt in 2024 getraind en gecoacht door Tomás Gonzalez Minguez. In het seizoen 2023/2024 werden de dames kampioen in de vierde klasse.